# Afszarydzi
Afszarydzi – dynastia panująca w Iranie w latach 1736–1749, założona przez Nadira Szaha. Za jego panowania Iran posiadał najpotężniejszą armię od czasu panowania Sasanidów. Czwarty szach z dynastii Afszarydów – Szahruch Szah – został obalony w 1749 przez Karima Chana z dynastii Zandów, zachował jednak tytuł szacha Afszarydów w Chorasanie aż do 1796.

## Założenie dynastii
Nazwa dynastii pochodzi od tureckiego plemienia Afszarów, którzy w XIII wieku wyemigrowali z Turkmenistanu do Azerbejdżanu. Na początku XVII wieku szach Iranu Abbas I Wielki sprowadził Afszarów z Azerbejdżanu do Chorasanu, by bronili północno-wschodnich granic państwa przed Uzbekami.
Pierwszy władca z dynastii, Nadir Szach, urodził się w Dastgerd w prowincji Chorasan we wschodnim Iranie. Gdy był jeszcze chłopcem, dołączył do jednej z band rozbójniczych i wkrótce stał się jej przywódcą. Później znalazł opiekę u członków tureckiego plemienia Afszarów, którego siedziby znajdowały się w północno-zachodnim Iranie. Korzystając z poparcia przywódców plemienia, stopniowo piął się w górę w społeczeństwie irańskim, stając się z biegiem czasu potężnym dowódcą wojskowym. Za rządów Safawidów prowadził u ich boku wojny z Afganistanem. Do roku 1730 wyparł wszystkie siły afgańskie, które jeszcze okupowały Iran. W końcu Nadir Szach został regentem, rządzącym Iranem w imieniu małoletniego Abbasa III, a w 1736 obalił czteroletniego władcę, sam przejmując władzę.

## Historia dynastii
Nadir, który jako władca wzorował się na Timurze, szybko przystąpił do podbojów. W roku 1738 Nadir Szach podbił Kandahar. W tym samym roku rozpoczął okupację Ghazni, Kabulu i Lahaur. Następnie posunął się dalej na wschód, przeprawił się przez Indus i jeszcze przed końcem roku wkroczył do Indii. Nadir Szach w ciągu miesiąca pokonał pod Karnalem armię Imperium Mogołów dowodzoną przez Muhammada Szaha, po czym w lutym 1739 po odniesionym zwycięstwie schwytał Muhammada Szaha i triumfalnie wkroczył z nim do Delhi. Podczas powstania, które wkrótce potem wybuchło, wojska irańskie wymordowały ok. 30 000 cywilów. Po Indiach Nadir zaatakował Uzbeków, rozpoczął także budowę potężnej irańskiej marynarki wojennej, odzyskał Bahrajn od Arabów, w roku 1743 podbił Oman z jego stolicą Maskatem. W roku 1743 rozpoczął kolejną wojnę z Imperium Osmańskim, zakończoną pokojem w 1746, na podstawie którego Nadir otrzymał Nadżaf. Nadir został zamordowany 19 czerwca 1747 w Fathabad w prowincji Chorasan, gdzie dowodził ekspedycją karną przeciwko buntującym się Kurdom.
Po śmierci Nadira tron objął Adil Szach, jednak w Iranie wybuchły walki wewnętrzne, które doprowadziły dynastię do upadku. Adil Szach nakazał przeprowadzić egzekucje wszystkich synów i wnuków zabitego Nadira. Niedługo po tym, w 1748, Adil został obalony przez swojego brata Ibrahima, który go oślepił i zabił. Wkrótce oddziały Ibrahima zbuntowały się i on także został obalony. Na tron wstąpił tego samego roku Szahruch Szah, który przeniósł stolicę do Meszhedu.
W czasie wewnętrznego zamętu Karim Chan wraz z Abu'l Fath Chanem i Alim Mardan Chanem uzgodnili podział kraju pomiędzy siebie. Karim Chan w konsekwencji podporządkował sobie w 1750 cały kraj z wyjątkiem Chorasanu, gdzie nadal panował Szahruch Szah, wnuk Nadira Szaha. Przywrócił tym samym spokój w kraju, pod władzą Zandów.
Do 1796 szachem Chorasanu pozostawał Szahruch. Jego rządy przerwała śmierć przez tortury, którym został poddany przez Mohammada Chana Kadżara z kolejnej dynastii Kadżarów. Przyczyną tortur było to, że Mohammad Chan sądził, iż Sahruch wie, gdzie są ukryte legendarne skarby jego dziadka Nadira Szacha.

## Władcy
- Nadir Szah (1736–1747)
- Adil Szah (1747–1748)
- Ibrahim Afszar (1748)
- Szahruch Szah (1748–1749; utracił władzę, lecz zachował tytuł szacha do 1796)